# Square Jules de Trooz
Le square Jules de Trooz (en néerlandais : Jules de Troozsquare) est un square bruxellois, situé au croisement de l'allée Verte (Bruxelles), du quai des Usines, de la rue des Palais et de l'avenue de la Reine à hauteur du canal.
Le square porte le nom d'un ancien premier ministre, Jules de Trooz, né en 1857 et décédé le 31 décembre 1907.